# Estadio Nemesio Díez
Az Estadio Nemesio Díez (korábbi nevén: Estadio Luis Gutiérrez Dosal) stadion 2680 méterrel a tengerszint felett található Mexikó México nevű államának fővárosában, Toluca de Lerdóban. Befogadóképessége 26 000 fő, a Deportivo Toluca otthona. Itt rendezték az 1970-es és az 1986-os labdarúgó-világbajnokság több mérkőzését is.